# Narthecura tricolor
Narthecura tricolor är en stekelart som först beskrevs av Brulle 1846.  Narthecura tricolor ingår i släktet Narthecura och familjen brokparasitsteklar. Inga underarter finns listade i Catalogue of Life.